# 中国科学院国家空间科学中心
39°58′51.26″N 116°19′52.03″E / 39.9809056°N 116.3311194°E

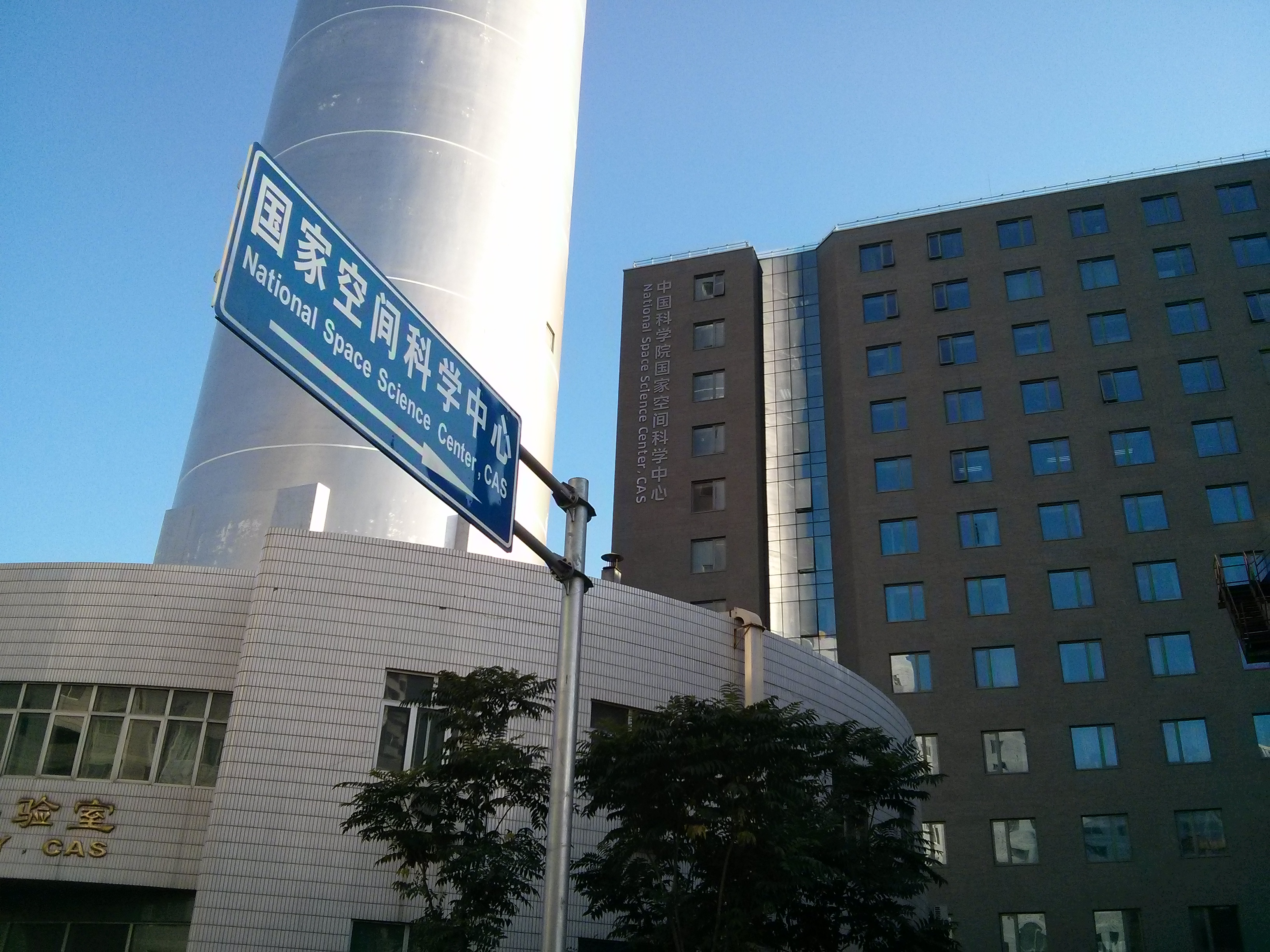
空间中心中关村园区北门

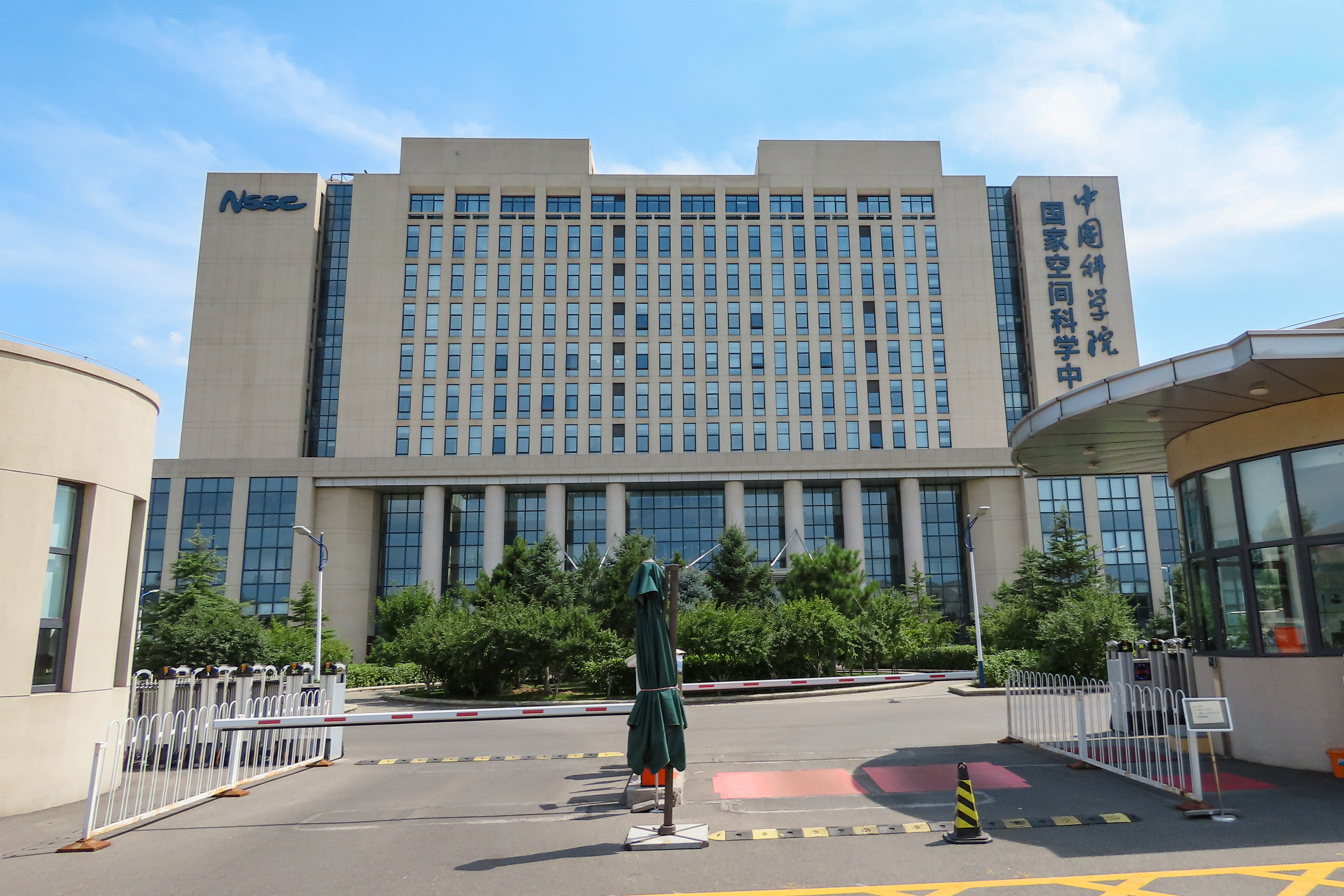
空间中心怀柔园区北门

中国科学院国家空间科学中心，简称中科院空间中心或空间中心，是隶属中国科学院的公立科研机构，位于中华人民共和国北京市。该机构的前身是成立于1958年的中国科学院‘581’组办公室（简称“581”组）。在“581”组（1958年9月~1959年11月）之后，空间中心经历了中国科学院地球物理所二部（1959年12月~1966年1月）、应用地球物理所（1966年2月~1968年1月），国防科委（1973年后为七机部）第五研究院空间物理及探测技术研究所（1968年2月~1978年10月），中国科学院空间物理研究所（1978年11月~1987年7月）、空间科学技术中心（1977年11月~1987年7月）以及空间科学与应用研究中心（1987年8月至2015年6月）、国家空间科学中心（2011年6月至今）等沿革。
空间中心的前身机构参与了中华人民共和国首颗人造地球卫星东方红一号的研制，参与并开创了中国的探空火箭计划，同时对中国的航天计划作出重要贡献，目前空间中心负责牵头组织实施空间科学先导专项。
空间中心目前的主要研究领域有空间科学及其卫星工程，具体包括太阳、行星及地球空间物理基础前沿问题，灾害性空间天气事件连锁变化过程，天基和地基空间环境监测与探测，空间环境预报、空间环境效应预测及相关研究，航天器综合电子设备、空间系统的仿真与综合性信息技术，以及微波遥感技术与应用研究。

## 机构设置

### 科研与管理部门
- 空间科学规划论证部
- 空间科学工程管理部
- 空间科学部
- 空间技术部
- 空间环境部
- 微波遥感部
- 保障部
- 运控部
- 海南探空部

### 直属实验室
- 太阳活动与空间天气重点实验室（空间天气学国家重点实验室）
- 中国科学院微波遥感技术重点实验室
- 中国科学院复杂航天系统电子信息技术重点实验室
- 天基空间环境探测北京市重点实验室

### 挂靠联系单位
- 国际空间科学研究所北京分部
- 中国空间科学学会
- 国际空间研究委员会中国委员会秘书处
- 中国科学院空间环境研究预报中心
- 世界数据中心中国空间科学学科中心
- 中俄空间天气联合研究中心
- 中国科学院南美空间天气实验室
- 赵九章优秀中青年科学奖理事会办公室

## 科研活动
- 双星计划
- 空间科学先导专项
  - 暗物质粒子探测卫星
  - 量子科学实验卫星
  - 硬X射线调制望远镜卫星
  - 爱因斯坦探针卫星
  - 先进天基太阳天文台
- 中國探月工程
- 中國載人航天工程
- 子午工程
- 中國火星探測計劃
- 中欧联合空间科学卫星任务
  - 太阳风－磁层相互作用全景成像卫星计划

## 历任领导
主任
- 赵九章
- 李德仲
- 王大珩
- 方正知
- 吴智诚
- 孙传礼
- 姜景山
- 张厚英
- 顾逸东
- 吴季
- 王赤